# Denisa Șandru
Denisa Ștefania Șandru (született: Denisa Ștefania Dedu, Brassó, 1994. szeptember 27. –) román válogatott kézilabdázó, kapus, a Rapid București játékosa.

## Pályafutása

### Klubcsapatokban
Szülővárosában a helyi kézilabdaiskolában sajátította el a sportág alapjait, majd pályafutását is itt, a Dinamo Braşov csapatában kezdte. 2010-ben, tizenhat éves korában került a város másik csapatához, a ASC Corona Brașovhoz. A csapattal egyszer ezüstérmes, kétszer pedig bronzérmes volt a román bajnokságban, 2016-ban pedig bejutott az EHF-kupa elődöntőjébe.
2017 nyarán szerződött Magyarországra, a Siófokhoz, ahol két évre szóló szerződést írt alá. A 2018-2019-es szezonban EHF-kupát nyert a csapattal. 2019 nyarától a CSM București játékosa volt két éven át. A 2021-2022-es idénytől a városi rivális Rapid București kapusa. Gyermekáldás miatt első szezonjában egyáltalán nem lépett pályára a Rapidban tétmérkőzésen.

### A válogatottban
A román válogatottban 2010-ben mutatkozott be, először 2011-ben vett részt felnőtt világversenyen, a brazíliai világbajnokságon. 2012-ben szerepelt a csehországi junior-világbajnokságon.

## Magánélete
Példaképének Luminița Huțupant és Paula Ungureanut tartja.
2021 nyarán férjhez ment Ciprian Șandruhoz,akitől az év decemberében fiúgyermeke született.

## Sikerei, díjai
- EHF-kupa:
  - győztes: 2018–19
  - elődöntős: 2015–16
- Egyetemi világbajnokság:
  - 2. hely: 2016